# أولاد عامر (مليتة)
أولاد عامر هو دُوَّار يقع بجماعة الثوالث، إقليم سطات، جهة الدار البيضاء سطات في المملكة المغربية. ينتمي الدوّار لمشيخة مليتة التي تضم 25 دوار. يقدر عدد سكانه بـ 986 نسمة حسب الإحصاء الرسمي للسكان والسكنى لسنة 2004.

## روابط خارجية
- البوابة الوطنية للجماعات الترابية
- المندوبية السامية للتخطيط